# Ben Weisman
Ben Weisman (ur. 16 listopada 1921 w Providence, zm. 20 maja 2007 w Los Angeles) – amerykański kompozytor, który był twórcą (lub współtwórcą) piosenek dla m.in. Elvisa Presleya, Barbry Streisand i zespołu The Beatles.
W czasie swojej kariery Weisman napisał dla Presleya 57 piosenek, z których część stała się przebojami, wśród nich „Rock-A-Hula Baby” (1961), „Crawfish” (1971) oraz „Fame and Fortune” (1960). Ostatnia z tych piosenek była wydana na singlu, będącym pierwszym, który opublikowano po odbyciu przez Presleya służby wojskowej. Piosenki autorstwa Weismana pojawiły się też w m.in. filmie Więzienny rock (1957), w którym zagrał Presley. Piosenkarz podobno nazywał kompozytora „szalonym profesorem” (Mad Professor).
Weisman zmarł w szpitalu, przyczyną śmierci były komplikacje po przebytym zawale i zapaleniu płuc.